# Аксельрод, Роберт
Роберт Аксельрод (англ. Robert Axelrod; род. 27 мая 1943) — американский политолог и экономист, профессор политических наук и государственной политики в Мичиганском университете, где работает с 1974 года, член Национальной АН США (1986), удостоен Национальной научной медали (2014). Среди его работ выделяют книгу «The Evolution of Cooperation» (1984).

## Биография
Окончил с отличием Чикагский университет (бакалавр математики, 1964). В Йельском университете получил степени магистра политологии (1966) и доктора философии по политологии с отличием (1969). С 1968 до 1974 год преподавал в Калифорнийском университете в Беркли. С 1974 года в Мичиганском университете. В 2006—2007 годах президент American Political Science Association.
Он более всего известен своими работами в области эволюции сотрудничества, которую развивал в многочисленных статьях и, в частности, в книге «Эволюция сотрудничества» (The Evolution of Cooperation). В настоящее время его научные интересы включают теорию сложности (особенно агент-ориентированное моделирование) и проблемы международной безопасности.
Аксельрод является членом Американской академии искусств и наук (1985), Совета по международным отношениям.
Среди его наград и отличий — пятилетняя стипендия по премии Макартура, премия от Американской ассоциации содействия развитию науки за выдающийся вклад в науку.

## Награды и отличия
- Newcomb Cleveland Prize[англ.], AAAS (1981)
- Стипендия Мак-Артура (1987-92)
- Премия Уильяма и Кэтрин Эстесов[англ.], первый удостоенный (1990)
- Медаль Уилбура Кросса[англ.] (2008)
- Премия Юхана Шютте в политических науках (2013)
- Национальная научная медаль США (2014)
- Почётный доктор Гарвардского университета (2015)[3]

## Сочинения
- Axelrod, Robert The Evolution of Cooperation, Basic Books, (1984), ISBN 978-0-465-02122-2
- Axelrod, Robert (1997), The Complexity of Cooperation: Agent-Based Models of Competition and Collaboration, Princeton University Press, ISBN 0-691-01567-8